# Dommary-Baroncourt
Dommary-Baroncourt is een gemeente in het Franse departement Meuse (regio Grand Est) en telt 705 inwoners (1999).

## Geschiedenis
De gemeente is gevormd in 1898 door de samenvoeging van Baroncourt, Bouvigny en Dommary. Dommary-Baroncourt maakt deel uit van het kanton Bouligny in het arrondissement Verdun. Voor maart 2015 was het deel van het kanton Spincourt, dat toen werd opgeheven.

## Geografie
De oppervlakte van Dommary-Baroncourt bedraagt 12,6 km², de bevolkingsdichtheid is 56,0 inwoners per km².

## Verkeer en vervoer
- Station Baroncourt

De onderstaande kaart toont de ligging van Dommary-Baroncourt met de belangrijkste infrastructuur en aangrenzende gemeenten.

## Demografie
Onderstaande figuur toont het verloop van het inwonertal (bron: INSEE-tellingen).